# Albrecht, Duce de Württemberg
Albrecht, Duce de Württemberg sau Albrecht Herzog von Württemberg (Albrecht Maria Alexander Philipp Joseph von Württemberg; 23 decembrie 1865 – 31 octombrie 1939) a fost Generalfeldmarschall german și șeful Casei de Württemberg. A fost stră-strănepot al lui Frederic al II-lea Eugen, Duce de Württemberg.

## Primii ani
Ducele Albrecht s-a născut la Viena ca fiul cel mare al Ducelui Filip de Württemberg și a soției acestuia, Arhiducesa Maria Theresa a Austriei.
Bunicii paterni au fost Alexandru de Württemberg și Marie de Orléans (fiica regelui Ludovic-Filip al Franței).
Bunicii materni au fost Arhiducele Albert, Duce de Teschen și Prințesa Hildegard de Bavaria (fiica regelui Ludwig I al Bavariei).

## Primul Război Mondial
La începutul Primului Război Mondial, Ducele Albrecht a comandat Armata a 4-a germană pe care a condus-o spre victorie în Bătălia de la Ardennes în august 1914. În urma acestei victorii, Armata a 4-a a participat la Prima bătălie de pe Marna înainte de a fi transferată către Flandra, în octombrie, unde Ducele Albrecht a preluat comanda în timpul Bătăliei de la Yser. De asemenea, Ducele Albrecht a comandat forțele germane în timpul celei de-a Doua Bătălii de la Ypres, unde gazul a fost folosit pe scară largă pentru prima dată.
Duce Albrecht a fost medaliat pentru merite în august 1915 și a fost promovat la rang de Generalfeldmarschall în august 1916. 

## Post război
Ducele Albrecht a devenit moștenitor prezumptiv al Regatului Württemberg după decesul tatălui său în octombrie 1917 însă ca urmare a înfrângerii Imperiului German în Primul Război Mondial și a abdicării vărului său, regele Wilhelm al II-lea de Württemberg,  în urma revoluției germane, el nu a succedat niciodată la tron. A devenit șeful Casei de Württemberg după decesul lui Wilhelm al II-lea la 2 octombrie 1921.
Ducele Albrecht a murit la Castelul Altshausen la 29 octombrie 1939. Fiul său, Ducele Philipp Albrecht i-a succedat ca șef al Casei de Württemberg.

## Familie

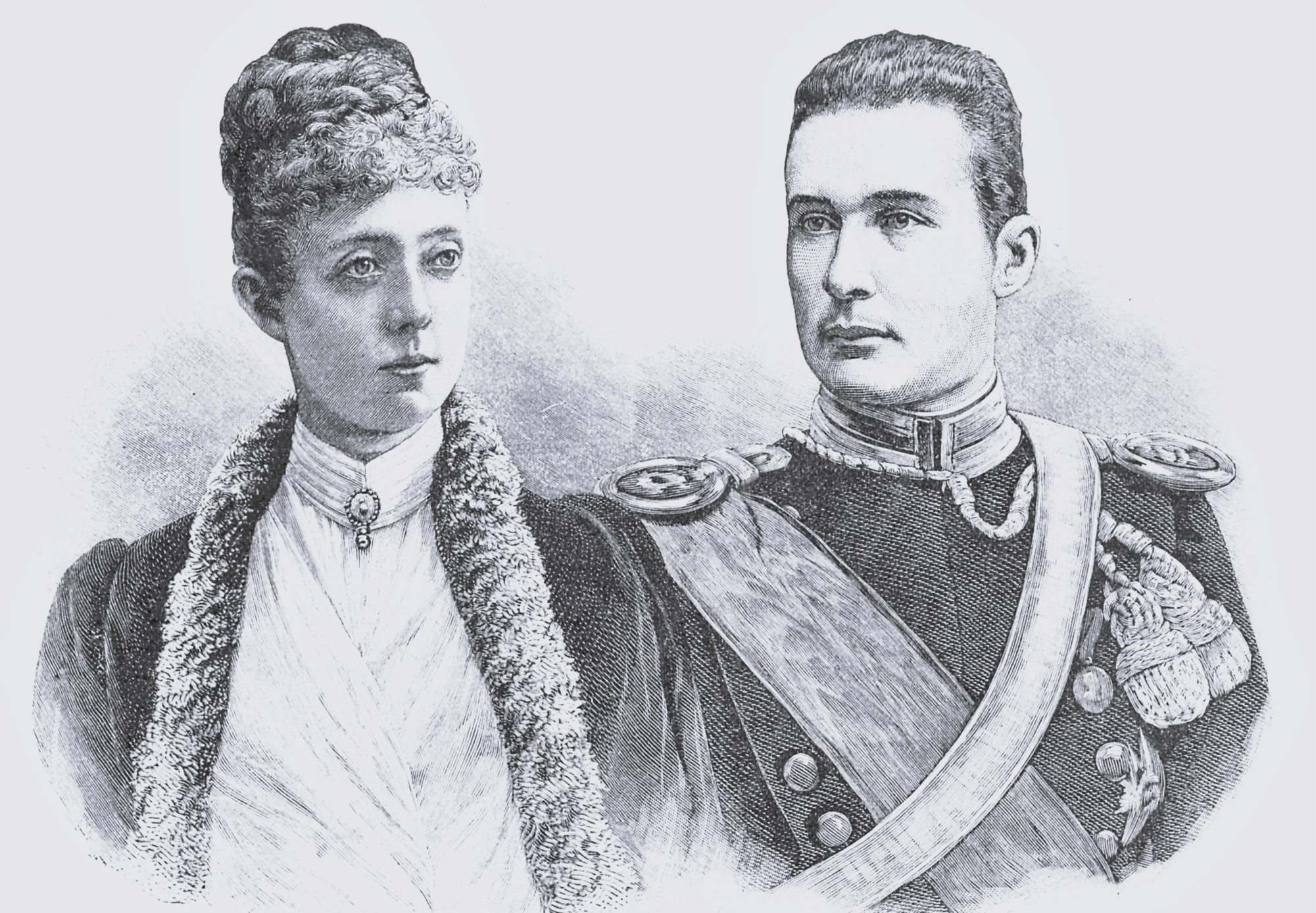
Ducele Albrecht și soția sa

Ducele Albrecht s-a căsătorit la Viena la 24 ianuarie 1893 cu Arhiducesa Margarete Sophie de Austria, fiica Arhiducelui Carl Ludwig. Au avut șapte copii:
- Philipp Albrecht, Duce de Württemberg (1893–1975).
- Ducele Albrecht Eugen de Württemberg (8 ianuarie 1895 - 24 iunie 1954), s-a căsătorit cu Prințesa Nadejda a Bulgariei (1899–1958), fiica Țarului Ferdinand I. Au avut cinci copii.
- Ducele Carl Alexander de Württemberg (12 martie 1896 - 27 decembrie 1964).
- Ducesa Maria Amalia de Württemberg (15 august 1897 - 13 august 1923) logodită cu Georg, Prinț Moștenitor al Saxoniei.
- Ducesa Maria Theresa de Württemberg (16 august 1898 - 26 martie 1928).
- Ducesa Maria Elisabeth de Württemberg (12 septembrie 1899 - 15 aprilie 1900)
- Ducesa Margarita Maria de Württemberg (4 ianuarie 1902 - 22 aprilie 1945)